# 科塔帕塔山
16°32′7″S 67°50′45″W / 16.53528°S 67.84583°W
科塔帕塔山（Qutapata），是玻利維亞的山峰，位於該國西部拉巴斯省的南永加斯省，處於穆魯拉塔山西南面和維拉科塔山東北面，屬於安第斯山脈中玻利維亞瑞阿爾山脈的一部分，海拔高度約5,032米。